# Mesures del sistema d'àudio

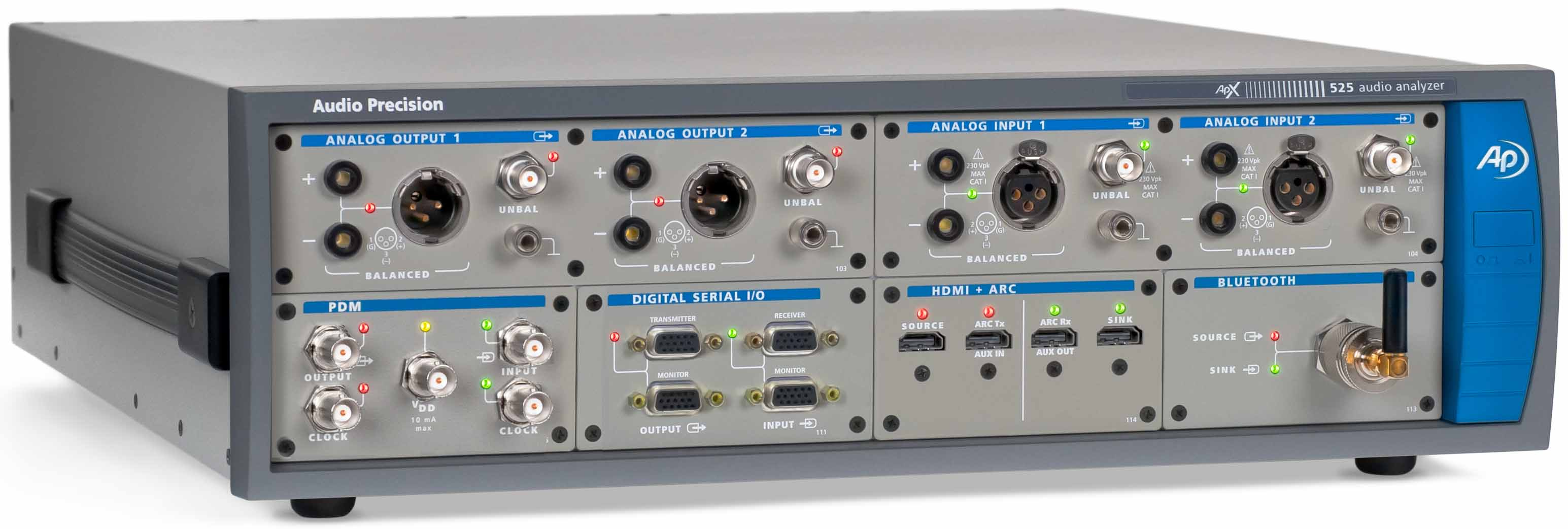
Analitzador Audio Precision APx525 per fer mesures del sistema d'àudio

Les mesures del sistema d'àudio són un mitjà per quantificar el rendiment del sistema. Aquestes mesures es fan amb diversos propòsits. Els dissenyadors prenen mesures perquè puguin especificar el rendiment d'un equip. Els enginyers de manteniment els fan per assegurar-se que l'equip segueix funcionant segons les especificacions o per assegurar-se que els defectes acumulats d'una ruta d'àudio estiguin dins dels límits considerats acceptables. Les mesures del sistema d'àudio sovint s'adapten als principis psicoacústics per mesurar el sistema d'una manera que es relacioni amb l'oïda humana.

## Ponderació de la subjectivitat i la freqüència
Els mètodes subjectivament vàlids van cobrar protagonisme en l'àudio de consum al Regne Unit i Europa a la dècada de 1970, quan la introducció de les tècniques de reducció de soroll de cintes compactes, dbx i Dolby va revelar la naturalesa insatisfactòria de moltes mesures bàsiques d'enginyeria. L'especificació del soroll quasi-pic ponderat CCIR-468 i el wow i el flutter quasi-pic ponderats es van fer servir especialment i es van intentar trobar mètodes més vàlids per a la mesura de la distorsió.
Les mesures basades en psicoacústica, com ara la mesura del soroll, utilitzen sovint un filtre de ponderació. Està ben establert que l'oïda humana és més sensible a algunes freqüències que a altres, com ho demostren els contorns d'igualtat sonora, però no s'aprecia bé que aquests contorns varien segons el tipus de so. Les corbes mesurades per als tons purs, per exemple, són diferents de les del soroll aleatori. L'oïda també respon menys bé a ràfegues curtes, per sota de 100 a 200 ms, que a sons continus de manera que s'ha trobat que un detector de quasi-pic dona els resultats més representatius quan el soroll conté clics o ràfegues, com és sovint el cas de soroll en sistemes digitals. Per aquests motius, s'han ideat un conjunt de tècniques de mesura subjectivament vàlides i s'han incorporat als estàndards BS, IEC, EBU i ITU. Aquests mètodes de mesura de la qualitat d'àudio són utilitzats pels enginyers de difusió de la major part del món, així com per alguns professionals de l'àudio, tot i que l'antic estàndard de ponderació A per a tons continus encara és utilitzat habitualment per altres.

## Rendiment mesurable
Resposta en freqüència (FR)
Distorsió harmònica total (THD)
Potència de sortida
Distorsió d'intermodulació (IMD)
Soroll
Diafonia
Rang dinàmic i SRelació Senayl-Soroll (SNR)
Relació de rebuig en mode comú (CMRR)